# نانوتیرانوس

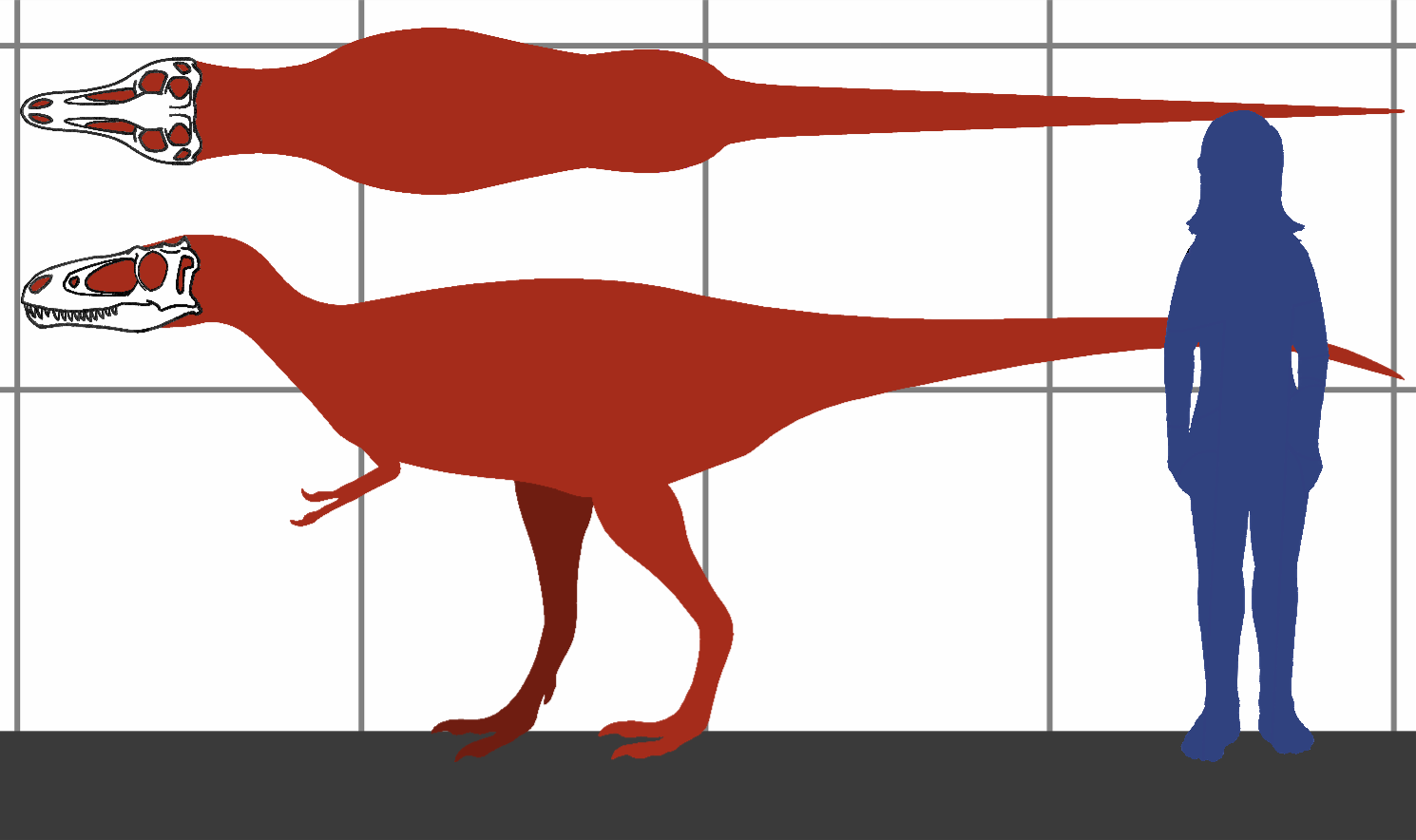
مقایسه اندازه ریزبیدادگر لنکنسیس با انسان خردمند

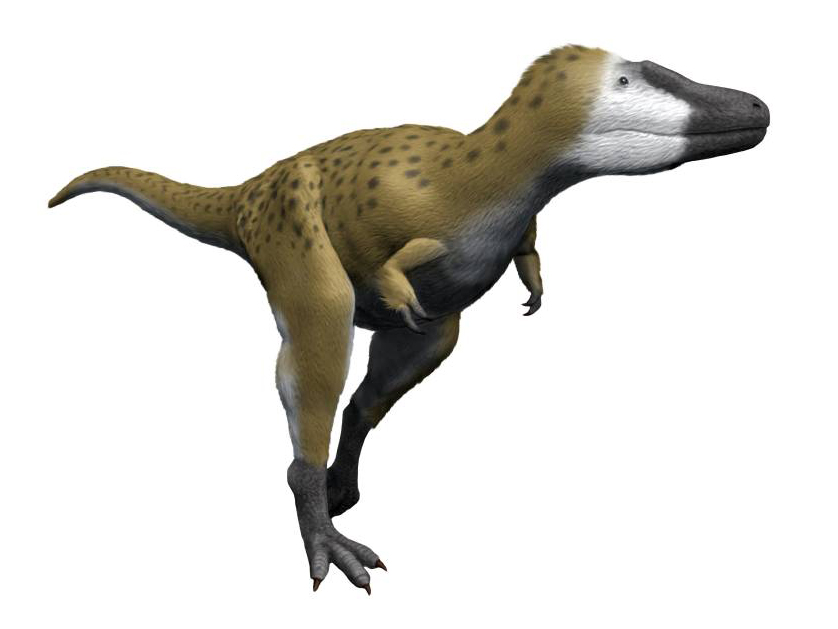
انگاشت هنری از نانوتیرانوس با بدنی پوشیده از پر

نانوتیرانوس (نام علمی: Nanotyrannus) یک سرده نامعتبر و مشکوک از خانواده بیدادگرخزندگان است که در پایان دوره کرتاسه در غرب آمریکای شمالی زندگی می‌کرد. از این سرده تنها یک گونه به نام نانوتیرانوس لنکنسیس شناسایی‌شده که بر اساس یک جمجمه مشکوک در سال ۱۹۴۶ نام‌گذاری و توصیف شد. جمجمه گونه‌نام منصوب به نانوتیرانوس به غیر از چند ویژگی جزئی مانند شکل و تعداد دندان‌ها تفاوتی با جمجمه تیرانوسورس کاملاً بالغ ندارد و این تفاوت‌ها نیز می‌توانسته در طی رشد جانور از نوزادی به بزرگسالی از بین برود. از این‌رو بسیاری از دانشمندان امروزه این جمجمه و سایر بقایای منصوب به نانوتیرانوس را به عنوان تیرانوسورس‌های نابالغ و کوچک می‌شناسند و سرده نانوتیرانوس را از لحاظ علمی بی‌پایه می‌دانند. طبق برآوردهای انجام شده نانوتیرانوس در صورت وجود یک دایناسور گوشت‌خوار با جثه متوسط بوده که حدود ۵ متر طول و ۹۰۰ کیلوگرم وزن داشته است.